# Massello
Massello is een gemeente in de Italiaanse provincie Turijn (regio Piëmont) en telt 66 inwoners (31-12-2004). De oppervlakte bedraagt 38,9 km², de bevolkingsdichtheid is 2 inwoners per km².

## Demografie
Massello telt ongeveer 42 huishoudens. Het aantal inwoners daalde in de periode 1991-2001 met 15,9% volgens cijfers uit de tienjaarlijkse volkstellingen van ISTAT.
| Jaar | Inwoneraantal |
| ---- | ------------- |
| 1991 | 88            |
| 2001 | 74            |

## Geografie
Massello grenst aan de volgende gemeenten: Pragelato, Roure, Fenestrelle, Perrero, Salza di Pinerolo.
1. ↑  https://demo.istat.it/?l=it.